# Chiotic
Chiotic es una localidad del estado mexicano de Chiapas. Es parte del municipio de Chamula.

## Demografía
| Gráfica de evolución demográfica |
|                                  |

| Censo | Población |
| ----- | --------- |
| 1921  | 142       |
| 1930  | 586       |
| 1940  | 198       |
| 1950  | 258       |
| 1960  | 250       |
| 1970  | 374       |
| 1980  | 451       |
| 1990  | 465       |
| 2000  | 575       |
| 2010  | 718       |
| 2020  | 1 189     |